# Yooka-Laylee and the Impossible Lair
Yooka-Laylee and the Impossible Lair es un videojuego de plataformas desarrollado por Playtonic Games y publicado por Team17, como spin-off de Yooka-Laylee (2017). Fue lanzado para Microsoft Windows, PlayStation 4, Nintendo Switch y Xbox One en octubre de 2019. 

## Jugabilidad
El título es un juego de plataformas 2D de desplazamiento lateral. El jugador controla a Yooka (un camaleón), y Laylee (una murciélago), y debe completar varios niveles que están llenos de elementos útiles y obstáculos dañinos. En cada nivel, los jugadores pueden recoger plumas. Una vez que se recolectan suficientes plumas, se desbloquearán nuevos niveles. La función "Tonics" del primer juego también regresó. Los tónicos son pociones que pueden modificar el juego de muchas maneras después de que Yooka lo consume.

## Desarrollo
El juego fue desarrollado por Playtonic Games, un estudio compuesto por antiguos empleados de Rare. Si bien tiene similitudes con la serie Donkey Kong Country, el equipo optó por no utilizar el apodo "sucesor espiritual" para comercializar el juego. El juego fue anunciado oficialmente el 8 de junio de 2019 por el editor Team17. Fue lanzado oficialmente el 8 de octubre de 2019.

## Recepción
El juego recibió críticas "generalmente favorables" después del lanzamiento según el agregador de revisiones Metacritic. 
IGN España lo cita como «un genial tributo a juegos como Donkey Kong Country» y calificando sus niveles como «muy ricos y divertidos», alabando su paso a la jugabilidad 2D, y dando una calificación de 9.